# Фэллон, Джимми
Джеймс Томас Фэ́ллон (англ. James Thomas Fallon; род. 19 сентября 1974, Бруклин, Нью-Йорк) — американский актёр, комик, певец, музыкант и телеведущий.
С 2014 года ведёт вечернее ток-шоу The Tonight Show Starring Jimmy Fallon на NBC, ранее был известен как актёр юмористической передачи Saturday Night Live (1998—2004), а также как ведущий шоу NBC «Поздняя ночь с Джимми Фэллоном» (2009—2014).

## Ранняя жизнь
Джимми Фэллон родился в Бэй-Ридж, США, в семье Глории Фили и Джеймса Фэллона. Его отец, ветеран войны во Вьетнаме, в юности пел на улицах с различными группами. После рождения сына Джеймс занимался ремонтом техники в IBM. Позже семья Фэллонов переехала в местечко неподалёку от Соджертис, Нью-Йорк. Джимми описывает своё детство как «идиллическое», потому что, по его мнению, родители слишком оберегали его. Ему и его сестре Глории не разрешали выходить из дома, поэтому они были вынуждены кататься на велосипедах в саду.
Фэллон посещал римско-католическую начальную школу St. Mary of the Snow в Соджертисе, Нью-Йорк. В детстве он мечтал стать священником, вдохновившись опытом алтарника, но позже Джимми заинтересовался комедией и связал свою жизнь с ней. Фэллон провёл много ночей, записывая радиопрограмму The Dr. Demento Show, где он отвечал как за юмор, так и за музыку. Джимми также был огромным фанатом вечернего шоу Субботним вечером в прямом эфире. В подростковом возрасте он поражал своих родителей перевоплощениями в Джеймса Кэгни, Дэйну Кэрви и других звёзд. Он также был поклонником музыки, и в 13 лет начал играть на гитаре. В юности Фэллон продолжил быть фанатом различных шоу, поэтому он устраивал их еженедельные просмотры в общежитии колледжа.

#### Школа
В школе Фэллона называли «клоуном класса». Учителя постоянно делали ему замечания, однако описывали его как «милого и хорошо воспитанного мальчика». В старшей школе, которую он окончил в 1992 году, он был задействован в различных спектаклях, а также два раза был выбран на пост директора класса. Джимми выиграл конкурс юного комика, сделав пародию на Пи-Ви Германа.

#### Колледж
Затем он поступил в колледж Saint Rose в Олбани, Нью-Йорк на факультет компьютерных наук, но позже был переведён на факультет коммуникаций. В мае 2009 года, спустя 14 лет после окончания колледжа, Фэллон решил продолжить обучение, чтобы получить степень бакалавра гуманитарных наук в области коммуникаций.

## Карьера

### Начало карьеры
Фэллон бросил колледж и переехал в Лос-Анджелес, чтобы полностью посвятить себя карьере комика. Он обзавёлся менеджером и в возрасте 21 года стал получать первые заказы. Он часто проводил различные стендапы, получая $7,50 за одно шоу, а затем присоединился к комедийной труппе Groundlings. Фэллон получил эпизодическую роль в фильме «Человек-схема», а сцена с его участием в фильме «День отца» была почти полностью вырезана. В 1998 году Джимми получил небольшую роль продавца фотографий во втором сезоне шоу «Спин-Сити».
Фэллон был всё ещё зациклен на появлении в шоу «Субботним вечером в прямом эфире». После 2-х лет работы с Groundlings он снялся в пилотном эпизоде для телеканала WB, после чего, по договору, контракт с труппой был расторгнут. Его менеджер отправил записи с презентации продюсерам «Субботним вечером в прямом эфире» — Марси Кляйн и Айале Коэн.
Это была моя конечная цель. Всегда, когда я режу торт на день рождения, я загадываю желание — попасть на «Субботним вечером в прямом эфире». Если я бросаю монету в фонтан, я желаю попасть на «Субботним вечером в прямом эфире». Если я вижу падающую звезду, я желаю попасть на «Субботним вечером в прямом эфире». Я помню, как сказал себе: «Если я не сделаю это до того как мне стукнет 25, я покончу жизнь самоубийством. Это безумие. У меня не было никакого другого плана. У меня не было ни друзей, ни девушки. Карьера — это единственное, что я имел.
Своё второе прослушивание для шоу «Субботним вечером в прямом эфире» Фэллон проходил в возрасте 23-х лет. Джимми сообщил, что во время прослушивания Лорн Майклс не переставал смеяться, несмотря на то, что сначала он испугался комика и его реквизита. Он продемонстрировал все свои перевоплощения так, что смеялся весь зал. Главный сценарист шоу Тина Фей, которая была в зале, позже сказала: «Он один из двух людей, которых я когда-либо видела, которые полностью готовы быть в шоу. Кристен Уиг — вторая. И Джимми был готов так, что даже, если бы шоу состоялось в этот же вечер, он бы нас не подвёл». Прошло три недели, и, несмотря на то, что он не получил должность, ему была предложена встреча с Майклсом в офисе Paramount в Лос-Анджелесе. Майклс дал понять, что хочет видеть Фэллона в шоу.

### Saturday Night Live

#### Ранние сезоны (1998—2000)
В сентябре 1998 года Фэллон дебютировал в 24 сезоне шоу Saturday Night Live в качестве актёра. Он стал звездой благодаря 4 эпизоду, где исполнял Хеллоуин-версии песен популярных артистов. Его внезапная популярность сделала из Фэллона знаменитость, и он был признан секс-символом. У Фэллона появилась сильная женская фан-база, от которых он стал получать многочисленные письма.
В 1999 году Фэллон выпустил книгу, под названием «I Hate This Place: A Pessimist’s Guide to Life» (рус. «Я ненавижу это место: Руководство пессимиста по жизни»), а в 2000 году получил второстепенную роль в фильме «Почти знаменит». Работая вместе на шоу «Субботним вечером в прямом эфире», Фэллон и Горацио Санз часто выпивали вместе, Санз называл себя и Фэллона «суперфункциональными алкоголиками».

### «Поздняя ночь с Джимми Фэллоном» (2009—2013)

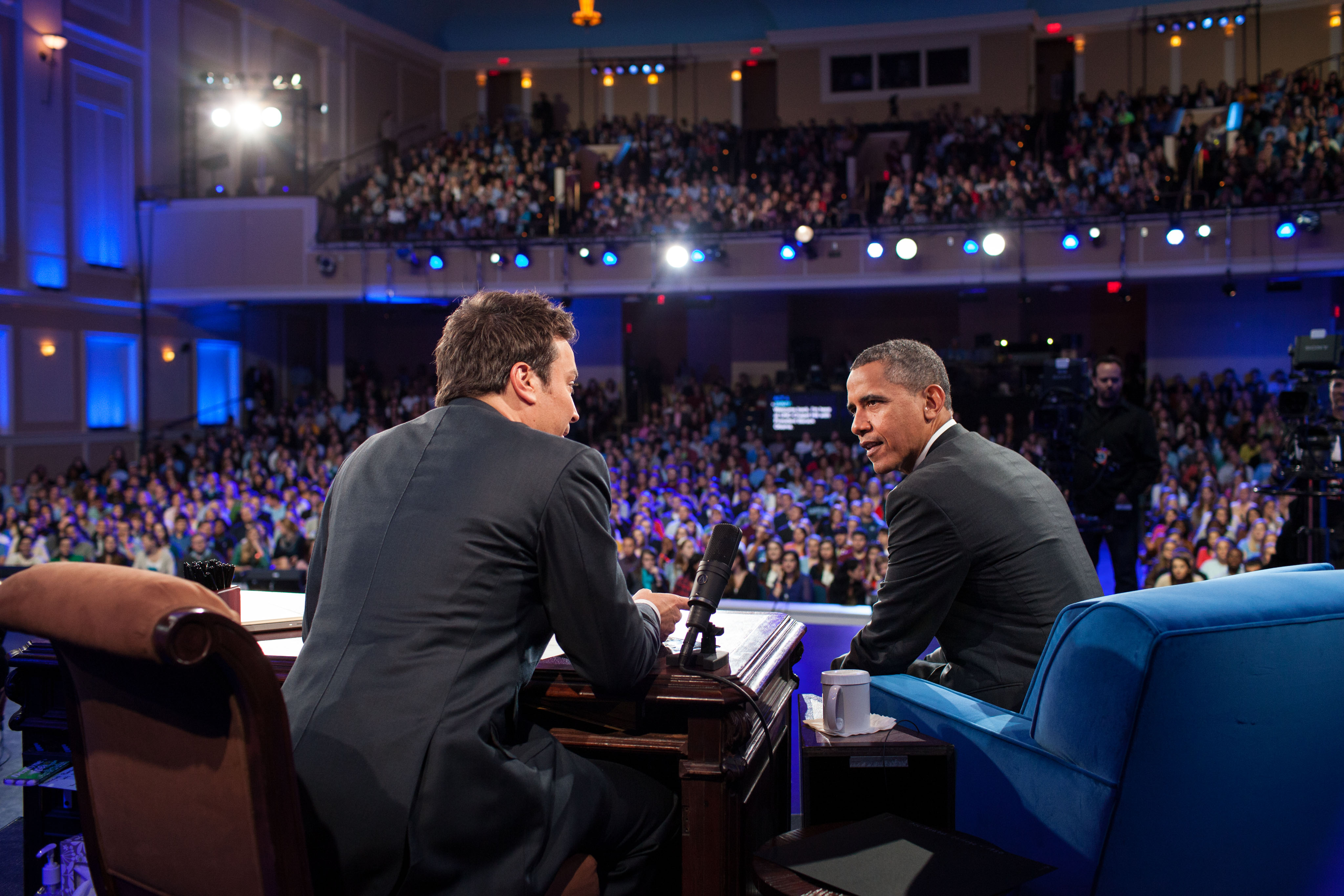
Фэллон с Бараком Обамой в апреле 2012 года

Премьера шоу «Поздняя ночь с Джимми Фэллоном» состоялась в марте 2009 года и вызвала неоднозначные отзывы. Фэллон отличался от других ведущих вечерних шоу, больше полагаясь на музыку, танцы, пародии и игры. Благодаря собственным музыкальным способностям Фэллона и привлечению хип-хоп коллектива The Roots, его воплощение вечернего шоу «превратилось в самую глубоко музыкальную из музыкально-комедийных программ телевидения», а скетчи, в которых он пародирует Нила Янга и Брюса Спрингстина, стали вирусными в интернете. По совпадению, во время проблем Tonight Show шоу Фэллона обрело силу.
Ещё одним компонентом программы стала связь с социальными сетями и интернетом. Первым успешным онлайн-клипом стала «История рэпа» в исполнении Фэллона и Джастина Тимберлейка. По состоянию на август 2013 года Фэллон получал за свою работу в Late Nigh зарплату в размере 11 миллионов долларов в год. В начале 2013 года начались разговоры о том, чтобы Фэллон возглавил The Tonight Show.

### The Tonight Show (с 2014)
3 апреля 2013 года, после периода слухов, NBC объявил, что Фэллон сменит Джея Лено после Зимних Олимпийских игр 2014 года и станет шестым постоянным ведущим The Tonight Show. Фэллон и Лено вместе спели пародию на песню «Tonight». Дебют Фэллона в The Tonight Show состоялся 17 февраля 2014 года и собрал 11,3 миллиона зрителей.

## Личная жизнь
22 декабря 2007 года женился на Нэнси Джувонен, с которой до этого встречался 7 месяцев. У супругов есть две дочери, рождённых суррогатной матерью — Уинни Роуз Фэллон (род. 23 июля 2013) и Фрэнсис Коул Фэллон (род. 03. декабря 2014).

## Фильмография
| Год  |   | Русское название                             | Оригинальное название              | Роль                        |
| ---- | - | -------------------------------------------- | ---------------------------------- | --------------------------- |
| 2000 | ф | Почти знаменит                               | Almost Famous                      | Деннис Хоуп                 |
| 2003 | ф | Кое-что ещё                                  | Anything Else                      | Боб                         |
| 2003 | ф | The Entrepreneurs                            | The Entrepreneurs / The Scheme     | Рэй                         |
| 2004 | ф | Нью-йоркское такси                           | Taxi                               | Энди Уошберн                |
| 2005 | ф | Бейсбольная лихорадка                        | Fever Pitch                        | Бен Райтман                 |
| 2006 | ф | Я соблазнила Энди Уорхола                    | Factory Girl                       | Чак Уэйн                    |
| 2008 | ф | Спрячь это подальше                          | The Year of Getting to Know Us     | Кристофер Рокет             |
| 2009 | ф | Катись!                                      | Whip It                            | Джонни Рокет, ведущий гонок |
| 2011 | ф | Баки Ларсон: Рождённый быть звездой          | Bucky Larson: Born to Be a Star    | в роли самого себя          |
| 2015 | ф | Мир юрского периода                          | Jurassic World                     | в роли самого себя          |
| 2015 | ф | Джем и Голограммы                            | Jem and The Holograms              | в роли самого себя          |
| 2016 | ф | Поп-звезда: не переставай, не останавливайся | Popstar: Never Stop Never Stopping | в роли самого себя          |
| 2019 | ф | Пацаны                                       | Boys                               | в роли самого себя          |